# غروفر س. جيلمور
غروفر س. جيلمور (بالإنجليزية: Grover C. Gilmore)‏ هو عالم نفس أمريكي، ولد في 7 يناير 1950.